# Jorge Sánchez
Pour les articles homonymes, voir Jorge Sanchez.
Jorge Sánchez, né le 10 décembre 1997 à Torreón (Mexique), est un footballeur mexicain, qui évolue au poste d'arrière droit à Cruz Azul.

## Biographie

### Carrière en club

#### FC Porto
Le 29 août 2023, le FC Porto officialise l'arrivée de Jorge Sánchez en provenance de l'Ajax Amsterdam sous forme de prêt avec option d'achat de 4 millions d'euros et soumise à l'obligation d'achat dans le cas où le joueur dispute au moins vingt rencontres (d'au moins quarante-cinq minutes) au cours de la saison.

### Carrière en sélection
Jorge Sánchez joue avec l'équipe du Mexique des moins de 18 ans en 2015, puis joue avec les espoirs en 2018.
Le 14 novembre 2022, il est sélectionné par Gerardo Martino pour participer à la Coupe du monde 2022.

## Palmarès
Santos Laguna
- Champion du Mexique en 2018 (Tournoi de Clôture)

 FC Porto
- Vainqueur de la Coupe du Portugal en 2024.

### En sélection
- Mexique
  - Vainqueur de la Gold Cup en 2023